# Begraafplaats van Laon
De Begraafplaats van Laon (St. Just) is een gemeentelijke begraafplaats gelegen in de Franse stad Laon (departement Aisne). Ze ligt langs de Rampe Saint-Just op de noordelijke helling van de heuvel waarop de stad is gebouwd en 720 m ten westen van de Kathedraal van Laon. De begraafplaats heeft een onregelmatige vorm en is grotendeels omgeven door een muur. De toegang bestaat uit een dubbel traliehek. Er worden nog weinig nieuwe graven bijgezet en de bestaande zijn meestal verouderd en in slechte staat.

## Militaire graven

### Franse graven

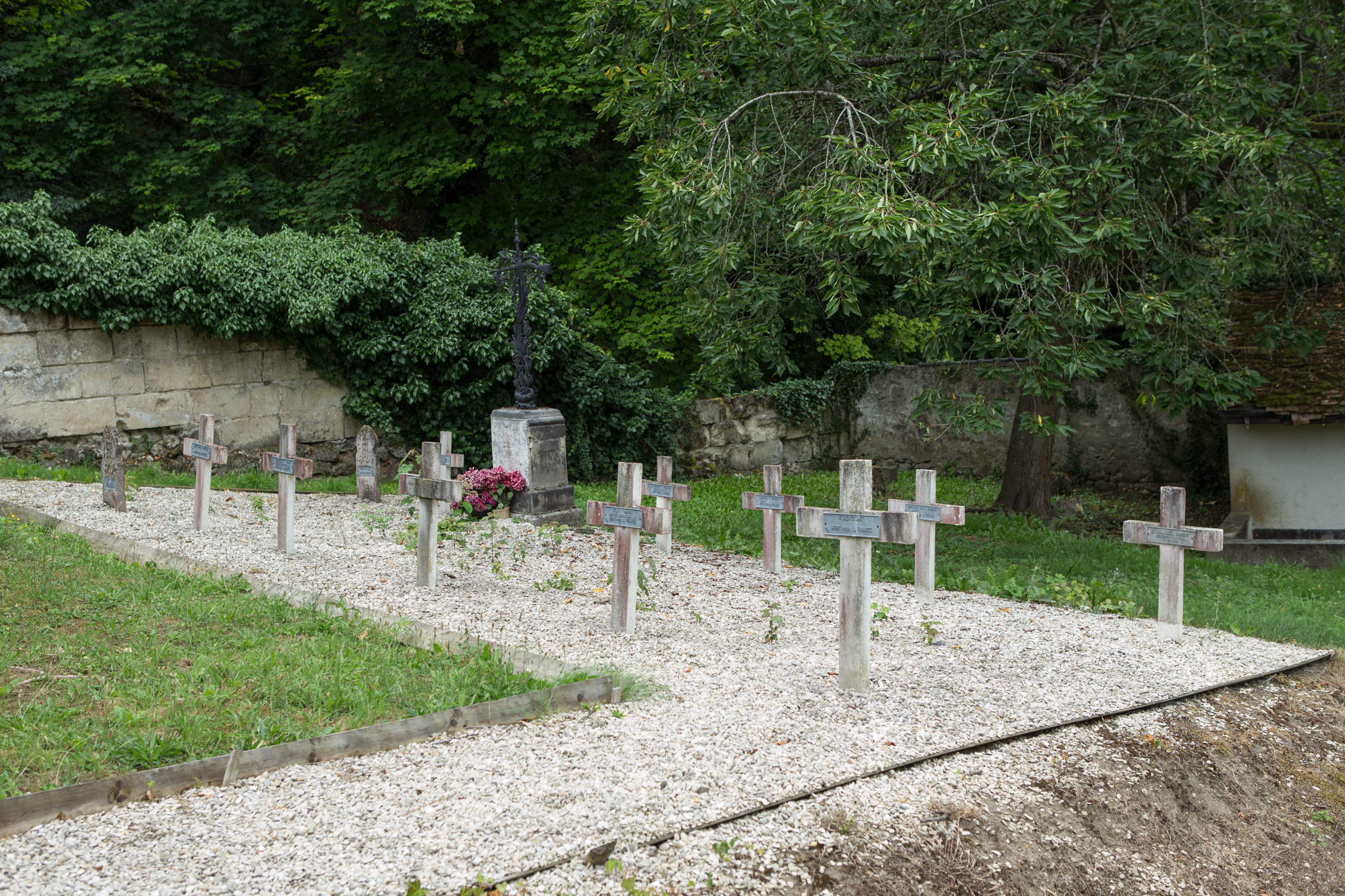
Franse graven

Op de begraafplaats ligt een perk met 13 Franse gesneuvelden uit de Eerste Wereldoorlog.

### Britse graven
Dicht bij de westelijke hoek ligt een perk met 7 Britten, 1 Canadees en 1 Nieuw-Zeelander die sneuvelden in de Tweede Wereldoorlog. Het zijn leden van de Royal Air Force, Royal Canadian Air Force en de Royal New Zealand Air Force. Zeven van hen werden op 5 mei 1942 met hun Stirling bommenwerper boven Aguilcourt neergeschoten. Hun graven worden door de Commonwealth War Graves Commission onderhouden en zijn daar geregistreerd onder Laon (St. Just) Communal Cemetery.